# В'їзний туризм
В'їзний туризм (іноземний туризм) — подорожі в межах країни осіб, які постійно не проживають на її території. Приїзд іноземних туристів в країну, в який-небудь регіон країни є активним туризмом. Він слугує фактором ввозу грошей (валюти) в певну країну чи регіон. Туристичний експорт — це вивіз із країни туристичних вражень, які супроводжуються одночасним ввозом туристом грошей в певну країну.